# Машукский лесопарк
Машукский лесопарк — лесопарковая зона в Пятигорске, опоясывающая подковой склоны горы Машук. Машукский лесопарк вместе с Бештаугорским лесопарком образуют государственный заказник.
В западной части лесопарка расположено место второй, фатальной, дуэли М.Ю.Лермонтова.

## Флора
В широколиственном старом лесу произрастают дуб, клен, ясень, липа, бук, граб. Часто встречаются ива, ольха, боярышник, орешник, бузина, бересклет, терн, барбарис, кизил, дикие яблони и груши. Лесные поляны заняты лугово-лесной травянистой растительностью. На западном склоне Машука значительную площадь занимает пышно разросшийся массив посаженных четверть века назад деревьев грецкого ореха. Ореховая роща сталa одним из достопримечательных мест лесопарка, но в настоящее время находится под угрозой из-за вырубки с целью последующей застройки. В конце ноября 2011 общественники и экологи Пятигорска стартовали акцию «Хватит пилить Машук!», в рамках которой прошёл митинг и начат сбор подписей, в ходе которого было собрано более 4000 подписей, под обращением к Медведеву, Путину и Хлопонину. После чего вырубка деревьев была приостановлена Ставропольской прокуратурой.

## Фауна
Животный мир лесопарка богат различными представителями фауны. Здесь можно увидеть хомяков, ежей, зайцев, лис, белок. Прижились в парке и пятнистыe олени, привезенные из заповедника Аскания-Нова. Из пернатых больше всего пестрых дятлов, зорянок, синиц, сорок, ястребов, дубоносов. Из Кавказского заповедника занесены фазаны.
На территории лесопарка располагаются минеральные источники, в связи с этим здесь обустроены санатории и лечебницы.

## Спорт
На территории лесного массива проводятся соревнования по спортивному ориентированию.